# São Francisco Futebol Clube (Roraima)
El São Francisco Futebol Clube fue un club brasileño de fútbol de la ciudad de Boa Vista, estado de Roraima. 
Fue campeón estatal en 1974, aún en la era amateur del Campeonato Roraimense. El club jugó la competencia por última vez en 1975, y desde entonces se encuentra extinto.

## Palmarés
- Campeonato Roraimense: 1 (1974).[2][3]